# Martin Edwards
Pour les articles homonymes, voir Edwards.
Martin Edwards, né 7 juillet 1955 à Knutsford, dans le comté de Cheshire, en Angleterre, est un écrivain, un critique littéraire et un solliciteur britannique, auteur de roman policier.

## Biographie
Il fait des études supérieures au Balliol College de l'Université Oxford, où il obtient, en 1977, un diplôme en philosophie du droit. En 1980, il est solliciteur pour le cabinet d'avocats Mace & Jones et poursuit sa carrière au sein de cette firme.
En littérature, il publie en 1991 le roman All the Lonely People, où apparaît pour la première fois le personnage de Harry Devlin, un avocat de Liverpool. Cet enquêteur atypique revient dans une demi-douzaine de romans et autant de nouvelles.
En 2004, s'amorce une autre série policière, intitulée Lake District Mysteries, qui raconte les enquêtes menées de façon conjointe par l'inspectrice en chef Hannah Scarlett et l'historien Daniel Kind. Il a aussi écrit quelques nouvelles qui sont autant de pastiches où réapparaît le célèbre personnage de Sherlock Holmes, créé par Arthur Conan Doyle.
En 2011, Martin Edwards devient membre du Detection Club, dont il est nommé président en 2015.

## Œuvre

### Romans

#### SérieHarry Devlin
- All the Lonely People (1991)
- Suspicious Minds (1992)
- I Remember You (1993)
- Yesterday’s Papers (1994)
- Eve of Destruction (1996)
- The Devil in Disguise (1998)
- First Cut is the Deepest (1999)
- Waterloo Sunset (2008)

#### SérieLake District Mysteries
- The Coffin Trail (2004)
- The Cipher Garden (2006)
- The Arsenic Labyrinth (2007)
- The Serpent Pool (2010)
- The Hanging Wood (2011)
- The Frozen Shroud (2013)
- The Dungeon House (2015)
- The Girl They All Forgot (2022)

#### SérieRachel Savernake
- Gallows Court (2018)
- Mortmain Hall (2020)
- The Puzzle of Blackstone Lodge (2023)

#### Autres romans
- The Lazarus Widow (coécrit avec Bill Knox) (1999)
- Take My Breath Away (2002)
- Dancing for the Hangman (2008)

### Recueil de nouvelles
- Where Do You Find Your Ideas? and Other Stories (2001)
- The New Mysteries of Sherlock Holmes (2014)
- Acknowledgments and Other Stories (2014)

### Nouvelles

#### SérieHarry Devlin
- The Boxer (1992)
- When I’m Dead and Gone (1994)
- It’s Impossible (1994)
- I Say a Little Prayer (1994)
- A House Is Not a Home (1994)
- Never Walk Alone (1995)
- My Ship Is Coming In (1995)
- With a Little Help From My Friends (1998)

#### SérieSherlock Holmes
- The Case of the Suicidal Lawyer (1997)
- The Case of the Persecuted Accountant (2002)
- The Case of the Sentimental Tabacconist (2003)
- The Case of the Impoverished Landlady (2004)
- The Case of the Eccentric Testatrix (2008)
- The Case of the Musical Butler (2012)
- The Case of the Choleric Cotton Broker (2015)

#### Autres nouvelles
- Are You Sitting Comfortably? (1991)
- Act of Kindness (1995)
- Diminished Responsibility (1997)
- Wish You Weren’t Here (1998)
- War Rations (1998)
- Penalty (1999)
- The Mind of the Master (1999)
- A Stolen Life (1999)
- Waiting for Godstow (2000)
  - En attendant Godstow, dans l'anthologie Petits Crimes impossibles,Éditions du Masque (2002)  (ISBN 2-7024-8042-X)
- Eternally (2000)
- Bare Bones (2002)
- Sunset City (2002)
- Melusine (2003)
- Test Drive (2005)
- The Bookbinder's Apprentice (2006)
- An Index (2007)
- Bedside Manners (2008)
- No Flowers (2012)

### Autres ouvrages
- Understanding Computer Contracts (1983)
- Understanding Dismissal Law
- Managing Redundancies (1986)
- Executive Survival
- Careers in the Law
- Know-How for Employment Lawyers (en collaboration) (1995)
- Urge to Kill (2002)
- Tolley’s Equal Opportunities Handbook
- The Golden Age of Murder: The Mystery of the Writers Who Invented the Modern Detective Story (2015) Prix Agatha 2015 de la meilleure œuvre de non-fiction[1] et Prix Edgar-Allan-Poe et Prix Macavity de la meilleure œuvre critique ou biographique 2016[2]
- The Story of Classic Crime in 100 Books (2017)
- Howdunit: A Masterclass in Crime Writing by Members of the Detection Club (2020)
- The Life of Crime: Detecting the History of Mysteries and Their Creators (2022)

## Prix et nominations

### Prix
- Prix Agatha 2015 de la meilleure œuvre de non-fiction[3]
- Prix Macavity de la meilleure œuvre critique ou biographique 2016 et 2018[4]
- Diamond Dagger Award 2020[5],[6]
- Prix Anthony 2023 de la meilleure œuvre de non-fiction pour The Life of Crime: Detecting the History of Mysteries and Their Creator[7]
- Prix Macavity 2023 de la meilleure œuvre de non-fiction pour The Life of Crime: Detecting the History of Mysteries and Their Creator[4]

### Nominations
- Prix Agatha 2020 de la meilleure œuvre de non-fiction pour Howdunit: A Masterclass in Crime Writing by Members of the Detection Club[3]
- Prix Anthony 2021 de la meilleure œuvre de non-fiction pour Howdunit: A Masterclass in Crime Writing by Members of the Detection Club[7]
- Prix Macavity 2021 de la meilleure œuvre de non-fiction pour Howdunit: A Masterclass in Crime Writing by Members of the Detection Club[4]
- Prix Edgar-Allan-Poe 2023 du meilleur ouvrage critique ou bibliographique pour The Life of Crime: Detecting the History of Mysteries and Their Creators[8]
- Prix Agatha 2022 de la meilleure œuvre de non-fiction pour The Life of Crime: Detecting the History of Mysteries and Their Creators[3]
- Prix Dagger 2023 de la meilleure œuvre de non-fiction pour The Life of Crime: Detecting the History of Mysteries and Their Creator[6]